# Љубиша Глишић
Љубиша М. Глишић (Краљево, 12. јун 1888 — Београд, 27. јануар 1987) био је српски ботаничар и универзитетски професор.

## Биографија
Љубиша Глишић је рођен 12. јуна 1888. године у Краљеву, од оца Михаила и мајке Милке (рођена Јовичић). Љубишина браћа Бранко и Мирослав погинула су у Првом светском рату. Основну школу и два разреда грађанске школе је завршио у родном граду, а у Крагујевцу је завршио гимназију 1908. године. Као гимназијалац научио је да свира виолончело у школском оркестру, а касније је као челиста свирао у салонским оркестрима. У овом периоду је био активан и у социјалистичком покрету, чијим идејама је остао привржен и касније, иако након Првог светског рата није био члан ниједне партије. Након завршене гимназије уписао се на Одсек биологије београдског Филозофског факултета, на ком је дипломирао 1912. године. Исте године је као добровољац помагао рањеницима у Првом балканском рату. Постављен је за суплента Треће београдске гимназије 1913. и за асистента Катедре за ботанику. Од новембра 1913. до маја 1914. служио је војни рок у ђачкој батерији у Крагујевцу, када је положио испит за артиљеријског потпоручника и постављен је за асистента Прве београдске гимназије.
Борио се у Првом светском рату. Био је водник Друге батерије Шумадијског артиљеријског пука. Повлачио се са војском преко Албаније 1915. на Крф. Са Крфа је упућен на Солунски фронт, а одатле је 1916. послат у француски град Ланкл као члан Комисије за пријем војног материјала. По повратку у Солун држао је предавања из биологије. Оболео је од маларије, а током лечења у солунској болници заразио се и денгом. Након опоравка у Греноблу постављен је за ађутанта војног изасланика у Лондону, где је остао до краја рата.
У домовину се вратио 1921. године. Добио је посао професора Друге београдске гимназије, а годину дана касније је постављен за указног асистента Београдског универзитета. На овом универзитету је докторирао 1923. године са тезом Развиће женске Х-генерације и ембриона у роду Ramondia. Током наредних година напредовао је даље у својој академској каријери: 1924. је постао доцент, 1930. ванредни и 1938. редовни професор ботанике Ботаничког завода и баште. Године 1934. постао је управник Катедре ботанике и Ботаничког завода и баште.
По избијању Априлског рата имао је положај резервног мајора обавештајног одељења Врховне команде. Заробљен је на Палама код Сарајева и одведен у логор код Нирнберга, где је остао све до краја рата. Вратио се у Београд и решењем Министарства просвете враћен на Универзитет. Био је декан Филозофског и Природно-математичког факултета, проректор Београдског универзитета (1950-1952), а потом професор и управник Ботаничког завода све до пензионисања 1958. године.
Одлиован је медаљом Обилића за храброст, Албанском споменицом (1921), Орденом рада I реда (1958), Орденом заслуге за народ са златном звездом (1977). Добитник је више повеља Природно-математичког, Пољопривредног и Шумарског факултета у Београду, Природњачког музеја у Београду, Српског биолошког друштва и др. Био је члан камерно-музичког удружења Collegium musicum.
Глишић је преминуо 27. јануара 1987. године. Сахрањен је на Новом гробљу у Београду.

## Научни рад
Бавио се биљном ембриологијом и цитологијом, што је вероватно било подстакнуто боравком у Лондону, где је током Првог светског рата усавршавао своје знање из ботанике. У Ботаничком институту Империјалног колеџа добио је место за истраживање и упознао је метод рада у проучавању цитологије и ембриологије биљака. Бавио се компаративним изучавањем цитологије и ембриологије појединих биљних фамилија. Резултати његових истраживања су највећим длеом објављени на страним језицима, а овим резултатима су се користили многи светски познати цитолози и ембриолози. Глишић је био један од оснивача Гласника Ботаничког завода и баште универзитета у Београду, а једно време је био и главни уредник овог научног часописа. Његова најзначајнија дела су:
- Развиће женске Х-генерације и ембриона у роду Ramondia, Београд 1924.
- уџбеник Ботаника, Београд 1934.
- уџбеник Ботаника и зоологија (са Н. Дивцем), Београд 1937.
- Општа цитологија, Београд 1980.[2][4]